# Mirandela
Mirandela est une municipalité (en portugais : concelho ou município) du Portugal, située dans le district de Bragance et la région Nord, sous-région de Terras de Trás-os-Montes, située sur les rives du Douro et du fleuve Tua, mais principalement du fleuve Tua, avec 11 852 habitants dans son périmètre urbain.
C'est le siège de la municipalité de Mirandela avec 658,96 km2 et 23 850 habitants, subdivisés en 30 paroisses. La municipalité est bordée au nord par la municipalité de Vinhais, à l'est par Macedo de Cavaleiros, au sud-est par Alfândega da Fé, au sud par Vila Flor, au sud-ouest par Carrazeda de Ansiães et Murça et à l'ouest par Valpaços.

## Géographie
Mirandela est limitrophe :
- au nord, de Vinhais,
- à l'est, de Macedo de Cavaleiros,
- au sud, de Vila Flor et Carrazeda de Ansiães,
- à l'ouest, de Murça et Valpaços.

Elle domine le Tua, affluent du Douro.

## Histoire
Mirandela s'est vu reconnaître le statut de municipalité par une charte octroyée par le roi Alphonse III le 25 mai 1250. Par ailleurs, le statut de ville a été reconnu à Mirandela le 28 juin 1984.

## Démographie
| 1801  | 1849  | 1900   | 1930   | 1960   | 1981   | 1991   | 2001   | 2004   |
| ----- | ----- | ------ | ------ | ------ | ------ | ------ | ------ | ------ |
| 5 579 | 5 180 | 20 789 | 23 007 | 29 912 | 28 879 | 25 209 | 25 819 | 25 780 |

## Subdivisions
La municipalité de Mirandela groupe 37 paroisses (freguesia, en portugais) :
- Abambres
- Abreiro
- Aguieiras
- Alvites
- Avantos
- Avidagos
- Barcel
- Bouça
- Cabanelas
- Caravelas
- Carvalhais
- Cedães
- Cobro
- Fradizela
- Franco
- Frechas
- Freixeda
- Lamas de Orelhão
- Marmelos
- Mascarenhas
- Mirandela
- Múrias
- Navalho
- Passos
- Pereira
- Romeu
- São Pedro Velho
- São Salvador
- Suçães
- Torre de Dona Chama
- Vale de Asnes
- Vale de Gouvinhas
- Vale de Lobo
- Vale de Salgueiro
- Vale de Telhas
- Valverde
- Vila Boa
- Vila Verde
- Vimiero

## Jumelages

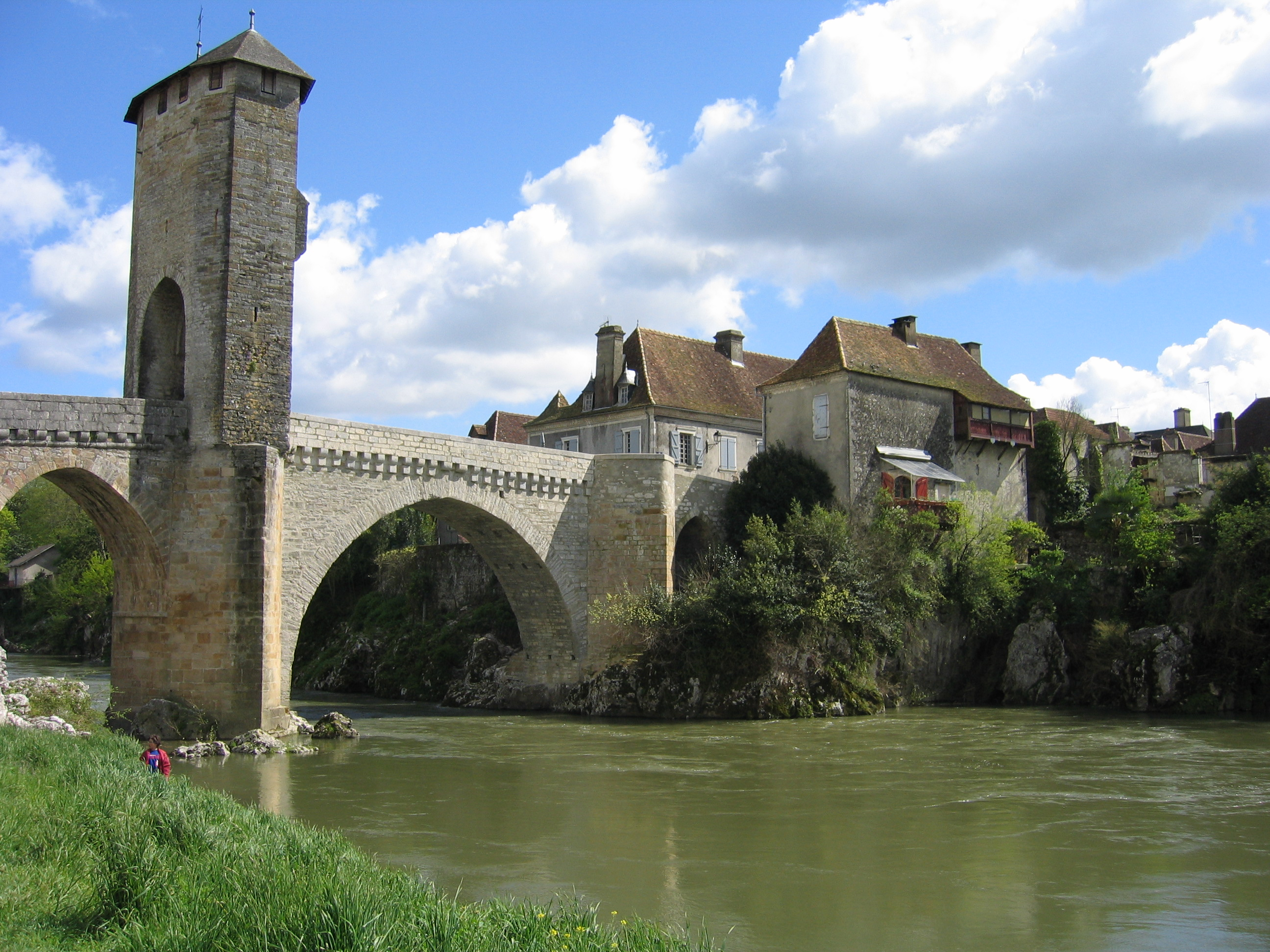
Pont d'Orthez

- Orthez (France) depuis 1985[1] Pont d'Orthez